# Гавия (перевал)
Гавия (итал. Passo di Gavia, итал. Colle del Piccolo San Bernardo) — перевал в Южных Известняковых Альпах в Италии. Расположен между горными массивами Собретта-Гавия на западе и Ортлес на востоке.

## Положение
Перевал Гавия находится в Ломбардии и соединяет коммуну Бормио на севере с коммуной Понте-ди-Леньо на юге сложным 43-х километровым автомобильным переходом. Вблизи перевальной точки с отметкой 2618 метров на северной стороне перевала дорога делает десять крутых поворотов, а на южной — 15. Общая высота подъёма на перевал составляет примерно 1400 метров.
С северной стороны перевала дорога достаточно широкая, позволяющая двигаться автомобилям в две полосы. С южной стороны дорога была полностью заасфальтирован только в конце 1990-х годов и до сих пор местами ширина проезжей части на очень крутых поворотах колеблется от 1,9 до 3 метров. Для предупреждения опасных ситуаций сооружено несколько «карманов». На этой же стороне прорублен туннель длиной 800 метров для одностороннего движения, используемый в случаях пробок на самом узком участке автомагистрали. В оживлённые дни случаются ситуации, когда два встречных автомобиля не в состоянии разъехаться.

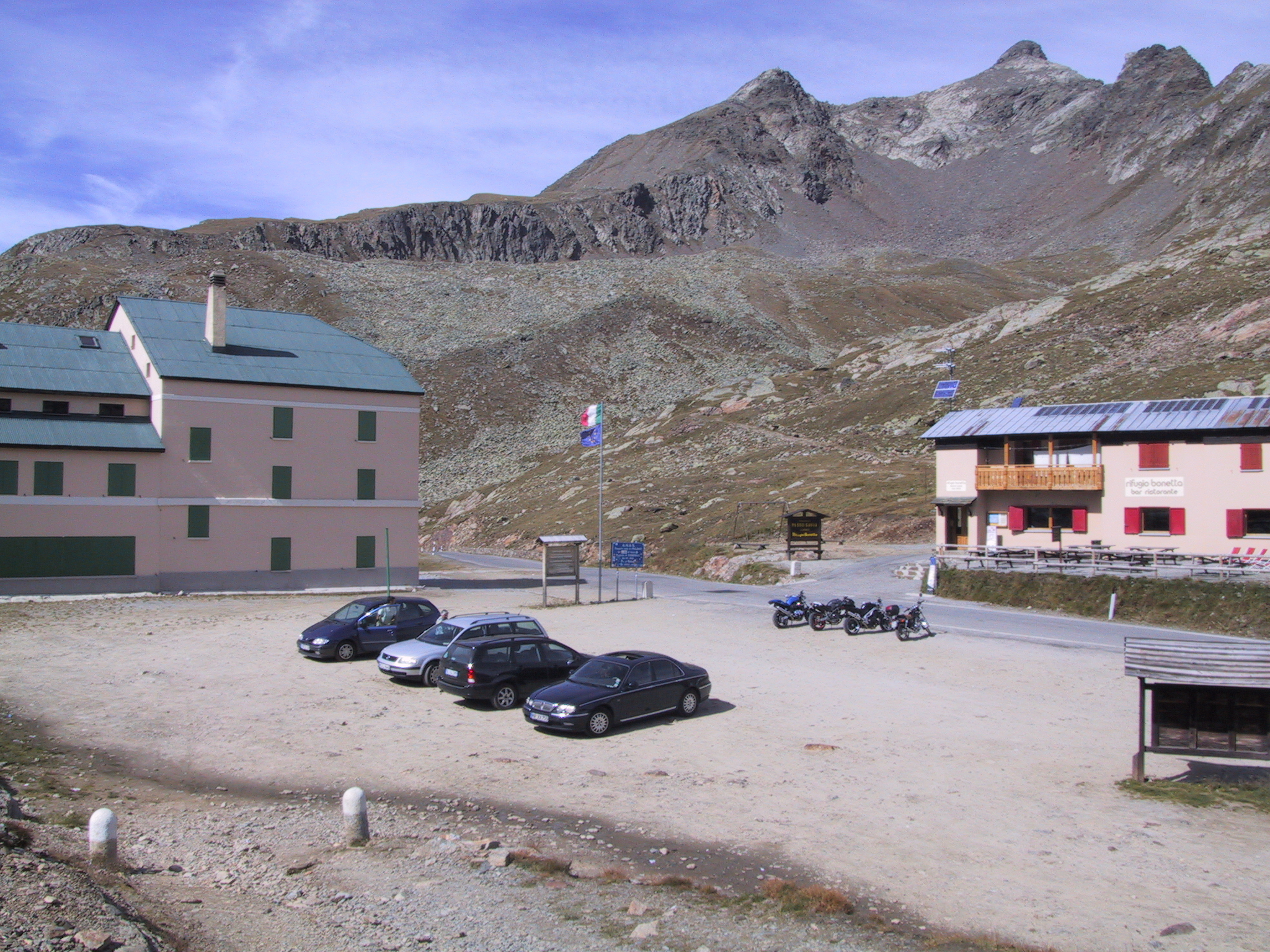
Вид на вершину Гавия с перевальной седловины

Перевальная точка расположена между вершинами Гавия (Monte Gavia, 3223 м.) и Корно дей Тре Сигнори (Corno dei Tre Signori, 3360 м.). Отсюда открывается прекрасный вид на ледники горного массива Адамель (Gruppo dell’Adamello).

## История
Долгое время перевал Гавия считался второстепенным перевалом, но археологические раскопки немного севернее перевала показали, что эта местность была заселена людьми ещё в каменном веке. Значимость перевала была осознана только в конце Средневековья. Тогда венецианские купцы проложили здесь торговый путь, который позволял избегать как контроля со стороны габсбургского Тироля, так и со стороны Ломбардии, конкурировавшими с Венецианской республикой. В XVI веке Гавия и перевальная дорога стали оживлёнными и одними из важнейших для венецианцев и с тех пор вполне обоснованно торговый путь стал носить название «Императорский» (Strada Imperiale). При всей своей экономической значимости, перевальная дорога имела и имеет один существенный недостаток: из-за высоты он может использоваться транспортом только несколько летних месяцев в году.
После упадка венецианской республики перевал длительное время практически не использовался. Только во время Первой мировой войны и нём вспомнили и начали обустраивать.

## Велоспорт

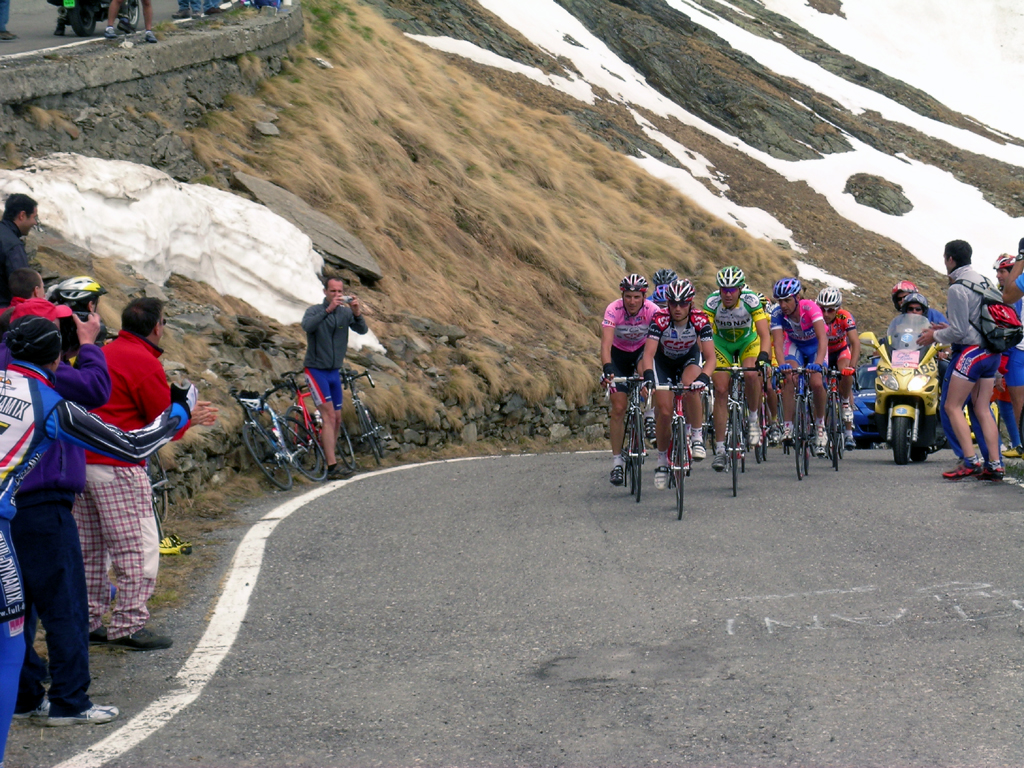
Джиро д’Италия 2006, у перевальной седловины перевала Гавия.

В летний период путь на перевал активно используется любителями велосипедного спорта. А благодаря тому, что через перевал многократно проходили этапы велогонки Джиро д'Италия, перевал стал легендарным для любителей мирового велоспорта, хотя с чисто экономической стороны он имеет малое транспортное значение.
В 1960 году на перевале разыгралась упорнейшая борьба за звание лидера Джиро. Тогда француз Жак Анкетиль уже был в розовой майке лидера, но следовало упрочить положение. Velolive пишет: «Заснеженный пик первым проходит Имерио Массиньян (Imerio Massignan), но на спуске он прокалывает колесо, Шарли Голь (Charly Gaul) выигрывает этап, Гастон Ненчини (Gastone Nencini) финиширует третьим, от молодого француза в генеральной классификации его отделяет всего 28 секунд. В Милане (Milano) Жак Анкетиль финишировал победителем Джиро д’Италия» .
В 1961 году заявленный в Джиро перевал Гавия пройти не удалось из-за снега и его часть этапа пришлось переместить на перевал Пассо делло Стельвио. Это привело к тому, что на перевал Джиро не выпускали ещё 27 лет, а когда попробовали ещё раз в 1988 году, вышло даже более трагически, чем в 1960 году.
Velolive: «Гавия не пожалел холода для участников Джиро. 14-й этап (Chiesa Val Malenco — Bormio, 120.00 км.), состоявшийся 5 июня 1988 года вошёл в историю. Тогда гонщики из лета попали в настоящую зиму, на Гавии шёл сильнейший снегопад.
Голландец Йохан Ван де Вельде ехал вверх с упорством сумасшедшего, даже не надев куртку. Он полностью замёрз, когда добрался до вершины и не смог начать спуск к финишу того этапа. Пока Ван де Вельде отогревали в машине, другие гонщики тоже добрались до вершины, а выиграл этап Эрик Брейкинк (Erik Breukink), который рискнул спуститься по снегу к финишу».
В 1989 году перевал вновь оказался закрытым для велогонщиков из-за метеорологических условий, но в 1996, 1999, 2000, 2008 и 2010 годах перевал преодолевался гонщиками Джиро вполне нормально. Впрочем, и в 2010 году он был не прост, как и во все последующие годы.
Первыми из гонщиков Джиро д’Италия на перевал Гавия взобрались:

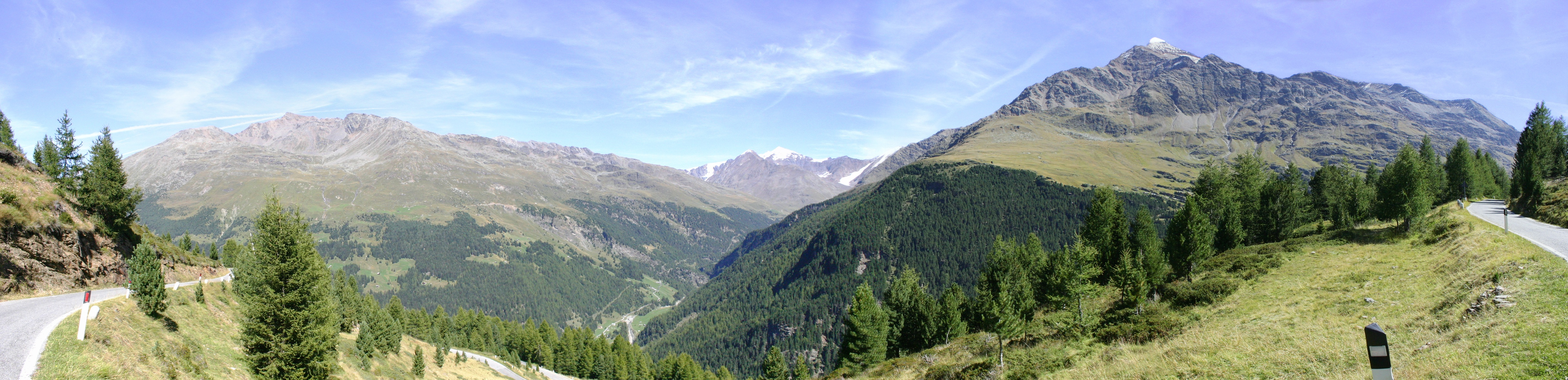
Вид c дороги у перевала Гавия на горный массив Ортлес.

| Год  | Победитель           | страна    |
| ---- | -------------------- | --------- |
| 1960 | Имерио Массиньян     | Италия    |
| 1988 | Энди Хэмпстен        | США       |
| 1996 | Эрнан Буэнагора      | Колумбия  |
| 1999 | Чепе Гонсалес        | Колумбия  |
| 2000 | Чепе Гонсалес        | Колумбия  |
| 2004 | Владимир Михолевич   | Хорватия  |
| 2006 | Хуан Мануэль Гарате  | Испания   |
| 2008 | Хулио Альберто Перес | Мексика   |
| 2010 | Йоханн Чопп          | Швейцария |
| 2014 | Робинсон Шалапуд     | Колумбия  |